# Alias felicis
Alias felicis est une bulle pontificale du pape Léon X. Datée du le 25 avril 1521 elle donne une autorité quasi absolue aux religieux franciscains en matière religieuse sur les territoires conquis par les Espagnols dans le Nouveau Monde.  

## Contenu
Par la bulle Léon X donne aux franciscains autorité religieuse totale, au Nouveau Monde, pour «la gloire du Nom divin, la conversion des infidèles et la croissance de la Foi catholique».
Dès lors, d’après Gerónimo de Mendieta un commentateur contemporain (dans son Historia eclesiástica indiana): : « Dans cette partie des Indes au delà de l’océan, les franciscains peuvent prêcher librement, baptiser, confesser et absoudre de tous les péchés et excommunications, fixer les conditions de mariage et résoudre les cas de conscience, administrer les sacrements de l’Eucharistie et de l’Extrême-onction sans qu’aucune autorité ni ecclésiastique ni séculière - ni évêque, ni archevêque ni patriarche ni aucune personne de quelque dignité qu’elle soit - ne puisse les contredire  ou y faire obstacle sous peine d’excommunication ‘latae sententiae’ et de la malédiction éternelle ».
Ces très larges facultés et autorité sont confirmées en 1522 par le successeur de Léon X, le pape Adrien VI par la bulle Esponis nobis fecisti. Cependant, ces privilèges furent progressivement révoqués, à partir de 1631 (Urbain VIII) à 1670 (Clément X).